# RC FPV

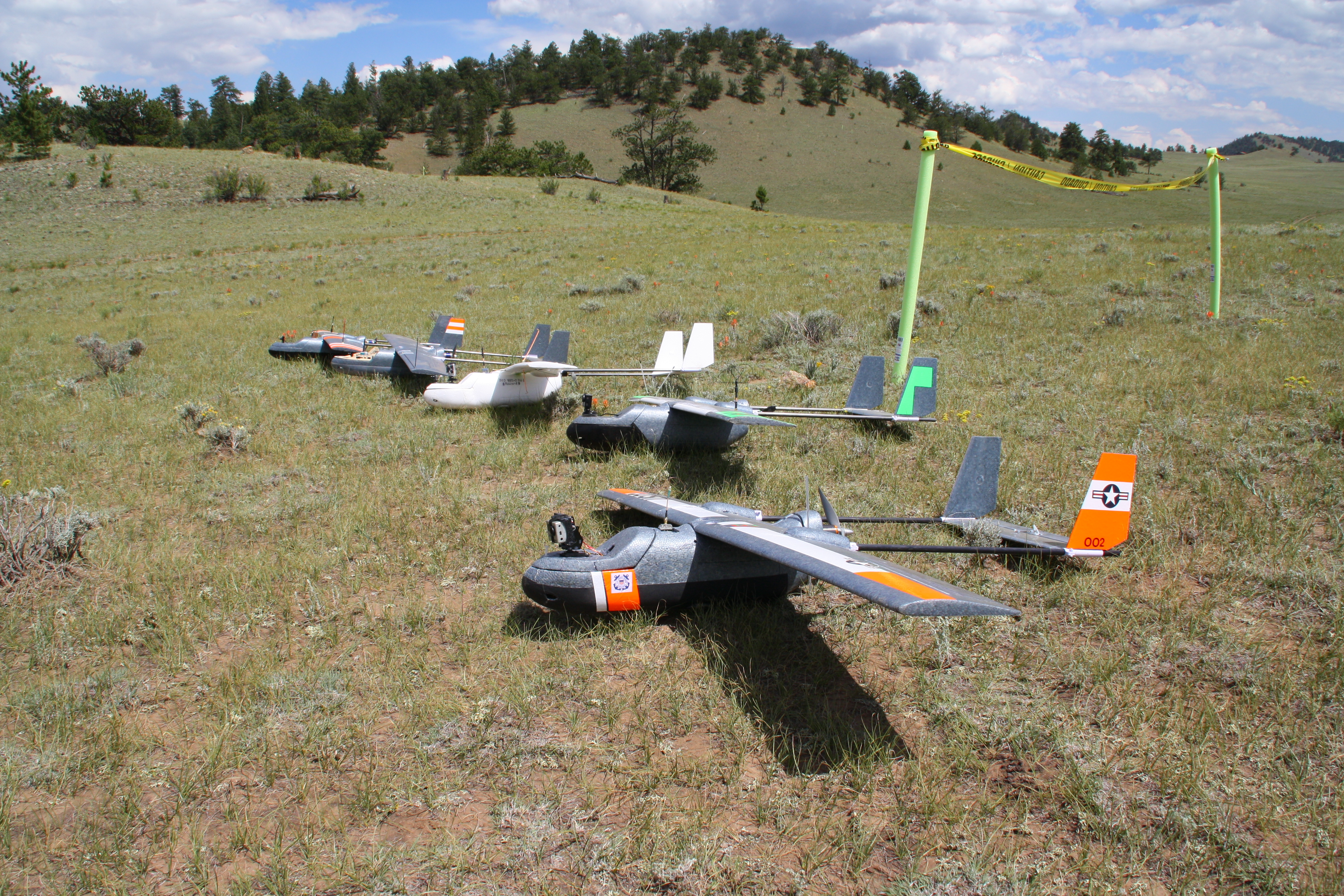
Asortyment samolotów FPV popularnego projektu „Sky Hunter” na spotkaniu FPV w Kolorado w lipcu 2013 r.

RC FPV (z ang. Remote Controlled First Person View) – dziedzina modelarstwa RC (zdalnie sterowanego), w której osoba sterująca modelem samolotu, łodzi lub samochodu ma podgląd na żywo z kamery umieszczonej na modelu pojazdu. Tym sposobem pilotujący ma wrażenie, jakby był w kabinie modelu. Najczęściej wykorzystuje się ten system w modelach latających.

## Zasada działania
Sygnał wideo przekazywany jest drogą radiową, najczęściej na częstotliwości 900 MHz/1,2 GHz/2,4 GHz/5,8 GHz.
Wraz z obrazem może być przesyłany dźwięk oraz dane telemetryczne.

## Podstawowy system modelu RC FPV
Najprostszy system składa się z modelu zdalnie sterowanego, miniaturowej kamery przemysłowej, nadajnika wideo oraz systemu odbiorczego. Jako podgląd można wykorzystać dowolny ekran z wejściem AV, lecz najwygodniejsze i najbardziej komfortowe jest używanie specjalnych wideookularów.
Zasięg takiego zestawu w dużej mierze zależy głównie od użytych anten systemu odbiorczego toru AV, niemniej zasięg działania aparatury sterującej ma również duże znaczenie.
Bardziej zaawansowane systemy FPV posiadają dodatkowo system OSD z odbiornikiem GPS, co pozwala wyświetlać na obrazie przesyłanym do bazy dane takie, jak np. prędkość, wysokość, kierunek do bazy, czas lotu, zużycie baterii itp.
Najdroższe zestawy posiadają funkcje autopilota, który zazwyczaj działa awaryjnie w przypadku utraty połączenia toru sterującego modelem – system taki powoduje zawrócenie modelu w kierunku bazy.